# Révolte du peuple du fromage et du pain

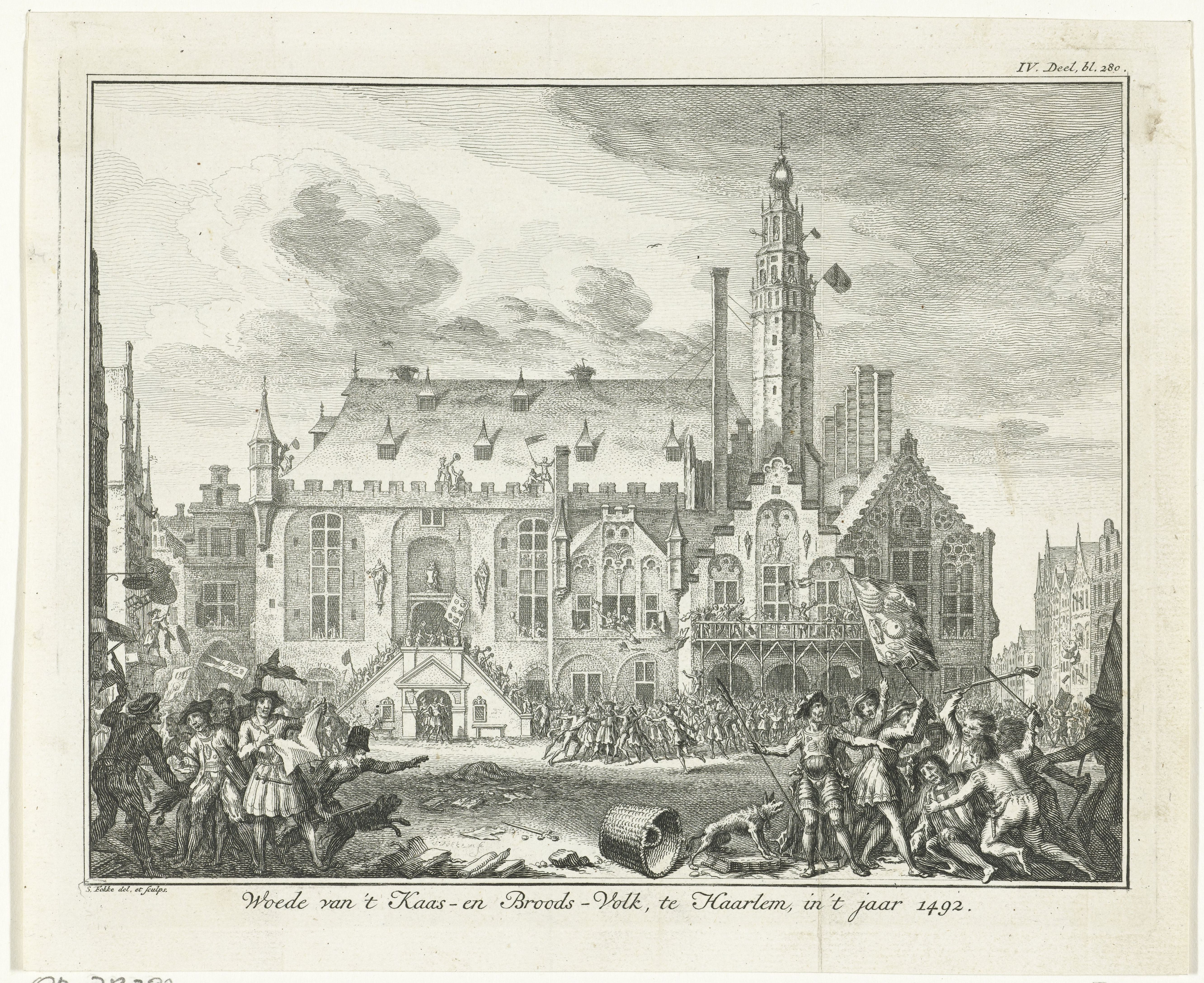
Les émeutes des fromagers et des boulangers à Haarlem en 1492 par Simon Fokke.

La révolte du peuple du fromage et du pain (en néerlandais : Opstand van het Kaas-en-Broodvolk), ou jeu du fromage et du pain (Kaas-en-Broodspel), est un soulèvement qui a lieu en 1491 et 1492 dans le nord du comté de Hollande, une des provinces des Pays-Bas bourguignons, à l'époque de la régence de Maximilien d'Autriche (1482-1494). 
Cette révolte concerne les habitants du Kennemerland (ou Frise occidentale), pays situé dans l'actuelle Hollande-Septentrionale, comté de peuplement frison à l'époque carolingienne.
D'abord soulèvement de paysans et de pêcheurs, la révolte reçoit le soutien des villes de Hoorn, d'Alkmaar et Haarlem. Elle s'achève par la défaite des insurgés face à l'armée de Maximilien, commandée par le duc de Saxe Albert III.

## Origine du nom
Le nom de « peuple du fromage et du pain » vient des bannières des insurgés, sur lesquelles étaient peints ces deux aliments, indiquant clairement pour quelles raisons ils se battaient.

## Contexte: la régence de Maximilien d'Autriche sur les Pays-Bas bourguignons (1482-1494)
En janvier 1477, après la mort de Charles le Téméraire, duc de Bourgogne, souverain des Pays-Bas bourguignons, son héritage passe à sa fille Marie, née en 1457. Dès janvier 1477, Louis XI occupe le duché de Bourgogne, lançant la guerre de Succession de Bourgogne. Marie épouse dès le mois d'août un prince de la maison de Habsbourg promis à la fonction impériale, Maximilien d'Autriche. La guerre est dans l'ensemble favorable à Louis XI. 
Marie meurt en mars 1482, laissant la régence des États bourguignons à son époux au nom de leur fils né en 1478, Philippe. Maximilien, confronté à l'opposition des villes de Flandre, signe le traité d'Arras (décembre 1482), favorable à la France. 
Mais, Louis XI mourant peu après (août 1493), Maximilien pense pouvoir reprendre la guerre. 
Il est donc amené à solliciter ses sujets néerlandais pour payer des impôts, ce qui ne va pas sans de grandes difficultés, principalement dans les puissantes villes marchandes, mais aussi dans les provinces.
L'opposition des villes des Pays-Bas se transforme en deux rébellions : une première en 1483-1485, une deuxième en 1487-1491. Une troisième révolte a lieu en Hollande en 1488-1490, sous la conduite de François de Bréderode (Jonker Frans). La révolte du fromage et du pain vient donc conclure ce cycle.
La guerre se prolonge jusqu'en 1493, notamment à travers l'épisode de la succession de Bretagne dans laquelle Maximilien est très impliqué. Par le traité de Senlis (1493), le roi de France, Charles VIII, restitue un certain nombre de fiefs bourguignons au duc Philippe le Beau, à l'exception notable du duché de Bourgogne, fief d'origine de la dynastie bourguignonne.

## Déroulement

### Origine
La cause du soulèvement est en 1491 une augmentation de l'impôt appelé ruitergeld (« argent du chevalier ») : taxe qui était auparavant perçue pour constituer une armée pour la guerre[pas clair], en particulier utilisée par l'empereur Maximilien Ier). 
Mais cela survient en raison la situation de plus en plus difficile dans laquelle se trouve à cette époque la population paysanne : pénurie alimentaire et difficultés économiques.[réf. nécessaire]

### Le soulèvement
En 1492, les agriculteurs reçoivent le soutien des habitants de Hoorn, d'Alkmaar et de Haarlem.
Le mouvement s'est retiré à Alkmaar et à Haarlem[pas clair] ; dans cette ville, l'intendant Claes van Ruyven est battu à mort et les documents de ses archives sont détruits. Une tentative est faite pour prendre Leyde, mais c'est un échec. 

### L'intervention de l'armée de Maximilien
À ce moment, les troupes de Maximilien d'Autriche interviennent à la demande du stathouder Jean III d'Egmont, sous les ordres du duc Albert III de Saxe (1443-1500).
Il envoie sa cavalerie sous le commandement de Witwolt von Schaumburg à la poursuite des paysans. Les rebelles sont repoussés vers Noordwijk et vers Beverwijk par vagues et finalement vaincus au cimetière de Heemskerk.

## Suites et conséquences
Albert de Saxe inflige de lourdes amendes aux villes insurgées.[réf. nécessaire]
Les remparts d'Alkmaar sont démantelés et les villes de Haarlem et de Hoorn sont toutes deux obligées d'héberger une garnison.

## Souvenir
Un monument commémoratif de cet événement a été érigé à Heemskerk en 1994. Il est situé contre l'enclos de l'église de la ville, au sud-est de celle-ci. Œuvre de Piet Vos, il est composé de plaques de bronze et de granit.

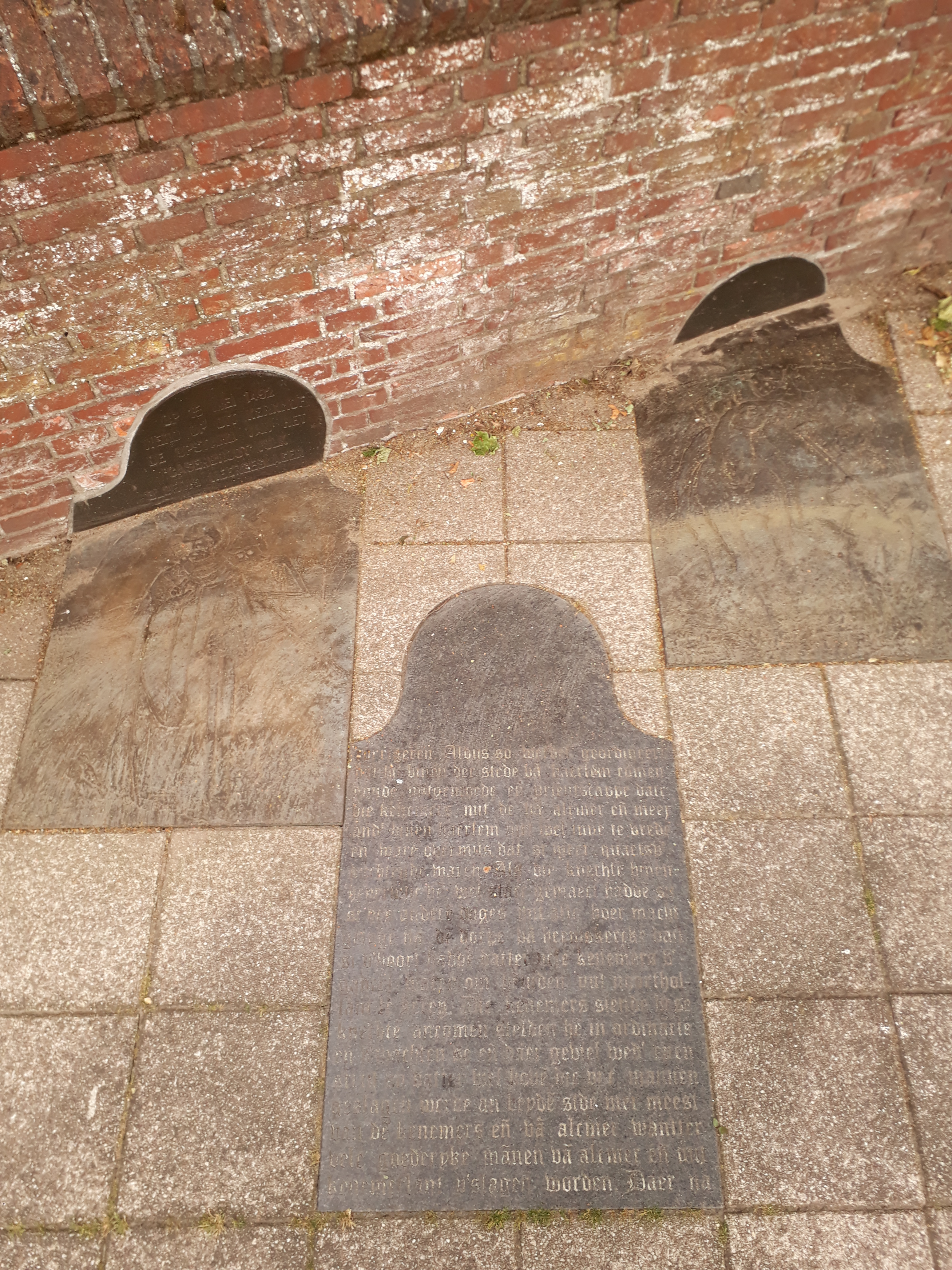
Monument commémoratif à Heemskerk

### Source
- (nl) Cet article est partiellement ou en totalité issu de l’article de Wikipédia en néerlandais intitulé « Opstand van het Kaas- en Broodvolk » (voir la liste des auteurs).